# Сариарка (Аягозький район)
Сариарка́ (каз. Сарыарқа) — село у складі Аягозького району Абайської області Казахстану. Адміністративний центр Сариаркинського сільського округу.
Населення — 821 особа (2021; 1059 у 2009, 969 у 1999, 1040 у 1989).
Національний склад станом на 1989 рік:
- казахи — 100 %